# Mouvement de libération nationale des Comores
Le Mouvement de libération nationale des Comores (Molinaco) est un parti politique de l'Archipel des Comores fondé en 1962. Ses membres les plus connus sont des réfugiés de Dar Es Salam en Tanzanie. Ils prônaient l'indépendance immédiate de l'Archipel vis-à-vis de la France, une coupure franche avec la métropole, vue comme puissance coloniale. Ils ont œuvré auprès de l'Organisation de l'unité africaine. Abou Bacar Boina en a été l'un des leaders. Mohamed Ali Mbalia en a été membre, avant de fonder en 1969 son propre parti, le Parti socialiste des Comores (Pasoco).
Entre 1964 et 1968, Saïd Mohamed Cheikh, président du conseil des Comores, a dû gérer l'expulsion des Comoriens de Tanzanie, et plus précisément de Zanzibar après la Révolution menée par l'ASP.